# テイルズ オブ エターニア THE ANIMATION
『テイルズ オブ エターニア THE ANIMATION』（テイルズ オブ エターニア ジ アニメーション、Tales of Eternia THE ANIMATION）は、ナムコから発売されたゲームソフト『テイルズ オブ エターニア』を原作としたテレビアニメ作品である。

## 概要
2001年の1月から3月にかけてWOWOWで放送された。2006年10月から12月にはTOKYO MX、2008年8月から10月にはBS11デジタルでも放送された（後者については、CM枠でミニコーナー『ビバ☆テイルズ オブ』も放送）。2014年の2月2日にはWOWOWで一挙放送された。
『テイルズ オブ』 シリーズ初のテレビアニメ作品である。ストーリーや舞台はアニメオリジナルで、アニメオリジナルのキャラクターも登場する。オープニングおよびエンディングテーマはゲーム版とは異なる。

## ストーリー
グランドフォールを止めるため、セレスティアへの入り口「光の橋」があるファロース山を目指す旅の途中、一行はリッドの剣の腕に惚れ込んだ賞金稼ぎのマローネに出会う。無理矢理彼女の相棒にされたリッドは、彼女の飛竜に乗せられ、海上都市ベルカーニュへ連れ去られる。ファラ達3人もそれを追い、ベルカーニュへ向かう。

## 登場キャラクター

### メインキャラクター
リッド・ハーシェル (Rid Hershel)
声 - 石田彰
本作の主人公。インフェリアのラシュアン村に住む猟師である18歳の少年。深紅の髪と空色の瞳とヘソ出しルックが特徴的。ファラとキールとは同じ村で育った幼馴染であるが、ファラには何かと振り回されがち。かなりモテている、大筋はゲーム版と同じ。
ファラ・エルステッド (Farah Oersted)
声 - 皆口裕子
本作のヒロイン。ラシュアン村育ちの農家の娘。格闘術を得意としている17歳の少女。リッドとキールとは幼馴染。普段は畑仕事を手伝っている。口癖は「イケる、イケる！」。
メルディ (Meredy)
声 - 南央美
褐色の肌に紫の髪と瞳を持つ16歳の少女。クィッキーというペットを連れている。
クィッキー (Quickie)
声 - 住友優子
メルディのペット。
キール・ツァイベル (Keel Zeibel)
声 - 保志総一朗
リッドとファラの幼馴染である17歳の少年。13歳で学問の才能を見出され、ミンツ大学に飛び級で入学。後に同大学の最難関・光晶霊学部に所属する学士となる。

### 大晶霊
ウンディーネ
声 - 住友優子
「水」の大晶霊。落ち着いた女性の姿をしている。穏やかな物腰で、大晶霊達をまとめるリーダー的存在。メルディのクレーメルケイジより登場。
三つ又の槍・トライデントを愛用する。
出現時の前口上：「我が水の癒しにて、汝を護らん」。
イフリート
声 - 稲田徹
「炎」の大晶霊。筋骨隆々な上半身だけの男性の姿を形成。豪快で荒っぽい性格をしている。キールのクレーメルケイジより登場。
出現時の前口上：「我が灼熱の魔手にて、灰燼と化せ」。
シルフ
声 - 町井美紀
「風」の大晶霊。背に羽を持った、幼い少年の姿。中身も非常に子供っぽい性格。キールのクレーメルケイジより登場。
出現時の前口上：「天空の風よ、降り来たりて、竜とならん」。

### オリジナルキャラクター
コリーナ・ソルジェンテ
声 - 堀江由衣
出身地不明 / 14歳 / 身長157cm / 体重45kg
吟遊詩人である14歳の少女。ドジでおっちょこちょいのトラブルメーカーで、メルディとは仲が良い。エクスシアは育ての親だが、あまり会っていない。
実は生まれつき晶霊と感応する能力を持っている。コリーナがエクスシアに拾われたのもこの能力があったからである。
原作ゲームでは「リュートを掻き鳴らしながらおかしな言葉で詩を詠む少女がいる、この世界では会えない」と彼女を示唆するセリフがある。
マローネ・ブルカーノ
声 - 林原めぐみ
ベルカーニュ出身 / 18歳 / 身長178cm / 体重49kg
賞金稼ぎの剣士である18歳の少女。獰猛さで知られる空飛ぶ獣「ドレイク」にヴァロッサと名前を付けて使役している。剣と格闘技に優れ、泳ぎも得意。なんでも首を突っ込む性格。リッドの剣に惚れ込み、賞金稼ぎの相棒にしようとする。ファラのライバル的存在。温泉に詳しいが、熱湯は苦手。
実は、セレスティア人の父を持つハーフである。父のタステクは、ネレイドの福音の幹部だったが、インフェリアとの共存の為に彼女と母親と一緒に島を出るも、エクスシアが送り込んだモンスターにより父と母は殺されてしまう。
中盤から、エラーラが額に生えてくる。最終回では、コリーナと本来のエクスシアと一緒に世界を周る旅に出る。
原作ゲームでは「飛竜に乗った女戦士がいる」と彼女を示唆するセリフがある。
エクスシア
声 - 三石琴乃
ベルカーニュ出身 / 25歳（外見年齢） / 身長180cm / 体重60kg
海上都市ベルカーニュの領主。妖艶な雰囲気が漂う女性。
その正体は、ネレイドの福音の総帥である。実は終盤で、二千年以上生きていたセレスティア人の少女だったことが判明する。ネレイドの福音の総帥としての彼女は、晶霊技術により怨みの精神だけを抽出した存在で、残された肉体と良心は、コールドスリープ装置により眠りについていた。幼い頃に両親は自分の身代わりになってインフェリア軍に殺され、その後は、セレスティア軍による肉体と精神を分離する実験に参加して、現在の姿になったことがドラマCDで判明する。
最終回では、メルディたちセレスティア人の血を引く者たちにより、残された肉体と良心が目覚める。エクスシアの精神体の暴走を止め、争いは過去のことであることを伝えた。そして、エクスシアの精神体と残された肉体と良心は再び一人の少女に戻る。その後は、マローネとコリーナと一緒に世界を周る旅に出る。
プラティア
声 - 笠原留美
ベルカーニュ出身 / 23歳 / 身長178cm / 体重50kg
高級宿屋「ウラヌス」の女主人で、「隣のお姉さん」という感じの存在。
その正体は、ネレイドの福音の幹部である。また、リッドに恋心を抱いている。最終回では、旅に出たエクスシアの代わりにベルカーニュの領主代理として、ベルカーニュの復興に惜しんでいる。
ミニマ
声 - 半場友恵
ベルカーニュ出身 / 17歳 / 身長159cm / 体重45kg
露店商人。庶民的で親しみやすい少女。
その正体は、プラティア同様ネレイドの福音の幹部である。また、プラティア同様リッドに恋心を抱いている。最終回では、プラティア同様ベルカーニュの領主代理として、ベルカーニュの復興に惜しんでいる。

## 用語
ベルカーニュ
本作の舞台となる主島ベルカ島を中心とした島々で構成される海上都市。位置はインフェリアのきらめきの塔のある大陸付近の島々にある。主島ベルカ島の周りには多くの島々があり、それらが農業、商業、手工業などの産業推進施設が点在しており、これらが高度に発展しており、他の都市より、依存度は低く独自の文化が発展している。
この島の住人は肌の色は褐色で額を隠す習慣があり、子供でも10歳になれば成人とみなされ親元を離れて暮らす。また、この島の住人は、晶霊術を行使できる人間が殆どおらず、従って晶霊術士は殆どいない。
実はこのベルカーニュは、二千年前にインフェリアにやって来たセレスティア人達により発展した都市で島の住人のほとんどがセレスティア人の血を濃く受け継いでいる。
終盤で制裁の楔の起動時の大津波により甚大な被害が起こり、ベルカーニュは壊滅状態になってしまう。最終回ではプラティアやミニマたち一部の島の住人により、復興に惜しんでいる。
ネレイドの福音
本作で暗躍する組織。その起源は、二千年前にインフェリアにやって来たセレスティア軍の残党がインフェリアへの転覆とセレスティアへの帰還を願って設立した組織でベルカーニュの住人のほとんどが組織の一員で、構成員は仮面を被っている。
制裁の楔
二千年前の「極光戦争」時代により開発された、移動要塞である。動力源となるクレーメルケイジが破損しているため動かないが、終盤でエクスシアがリッド達から奪った大晶霊により起動するも、潜入したリッド達の活躍により陥落、沈没した。

## スタッフ
- 原作・製作 - ナムコ
- スーパーバイザー - 豊田淳、名取佐和子
- 製作総指揮 - 大月俊倫
- 監督 - うえだしげる
- シリーズ構成 - 川崎ヒロユキ
- キャラクター原案 - いのまたむつみ
- キャラクターデザイン - 前田明寿
- モンスターデザイン - 久我嘉輝
- プロップデザイン - 山岡信一、加藤初重
- 美術監督 - 高山八大
- 色彩設定 - 関本美津子
- 撮影監督 - 広瀬勝利
- 編集 - 大竹弥生
- 音楽 - 有澤孝紀
- 音響監督 - 三間雅文、柏倉つとむ
- プロデューサー - 渡辺和哉、千野孝敏
- アニメーション制作 - XEBEC
- アニメーション制作協力 - Production I.G
- 制作 - 読売広告社

## 主題歌
オープニングテーマ「空にかける橋」
作詞・作曲・歌 - 奥井雅美 / 編曲 - 矢吹俊郎
エンディングテーマ「I'd love you to touch me」
作詞・作曲・歌 - 奥井雅美 / 編曲 - SYSTEM-B
挿入歌
「Count down to Paradise」
作詞 - 根津洋子 / 作曲 - 今泉洋 / 歌 - 南央美・堀江由衣
「未来からの望郷」
作詞 - 有森聡美 / 作曲 - 添田啓二 / 歌 - 林原めぐみ

## 各話リスト
| 話 | 初回放送日    | サブタイトル             | 脚本                      | 絵コンテ     | 演出         | 作画監督            |
| -- | ------------- | ------------------------ | ------------------------- | ------------ | ------------ | ------------------- |
| 1  | 2001年 1月8日 | 対面世界のアドベンチャー | 川崎ヒロユキ              | うえだしげる | うえだしげる | 前田明寿            |
| 2  | 1月15日       | 海の上の賞金稼ぎ         | 川崎ヒロユキ              | 星合貴彦     | 長澤剛       | 中島美子            |
| 3  | 1月22日       | 南の島で吹き荒れて       | 高山カツヒコ              | 釘宮洋       | うえだしげる | 谷津美弥子          |
| 4  | 1月29日       | 女たちの大決戦           | 西園悟                    | 木村真一郎   | 佐藤修       | 丸山隆              |
| 5  | 2月5日        | 歌姫たちの挽歌           | 川崎ヒロユキ              | 守岡博       | 守岡博       | 門智昭              |
| 6  | 2月12日       | ベルカーニュの謎         | 西園悟                    | 川崎逸朗     | うえだしげる | 前田明寿            |
| 7  | 2月19日       | 漆黒の翼すぺしゃる       | 西園悟                    | 水島精二     | 長澤剛       | 谷津美弥子          |
| 8  | 2月26日       | 晶霊光渦の夜             | 川崎ヒロユキ              | うえだしげる | うえだしげる | 中島美子 三宅雄一郎 |
| 9  | 3月5日        | 奪われた大晶霊           | 川崎ヒロユキ 高山カツヒコ | 佐藤修       | 佐藤修       | 丸山隆              |
| 10 | 3月12日       | 夕日に散る               | 川崎ヒロユキ              | 釘宮洋       | 長澤剛       | 三宅雄一郎          |
| 11 | 3月19日       | コリーナ                 | 西園悟                    | 木村真一郎   | うえだしげる | 加藤初重 前田明寿   |
| 12 | 3月26日       | 制裁の楔                 | 川崎ヒロユキ              | 佐藤修       | 佐藤修       | 丸山隆              |
| 13 | 3月26日       | それぞれの旅立ち         | 川崎ヒロユキ              | うえだしげる | うえだしげる | 前田明寿            |

## 放送局
| 放送地域 | 放送局   | 放送期間                 | 放送日時           | 放送区分 |
| -------- | -------- | ------------------------ | ------------------ | -------- |
| 日本全域 | WOWOW    | 2001年1月8日 - 3月26日   | 月曜 18:30 - 19:00 | BS放送   |
| 東京都   | TOKYO MX | 2006年10月5日 - 12月28日 | 木曜 18:30 - 19:00 | UHF系    |
| 日本全域 | BS11     | 2008年8月1日 - 10月24日  | 土曜 23:00 - 23:30 | BS放送   |
| 日本全域 | WOWOW    | 2014年2月2日             |                    | BS放送   |

## 関連商品

### DVD・VHS
- Tales of Eternia THE ANIMATION - STAGE I（2001年5月23日発売）
- Tales of Eternia THE ANIMATION - STAGE II（2001年6月27日発売）
- Tales of Eternia THE ANIMATION - STAGE III（2001年7月25日発売）
- Tales of Eternia THE ANIMATION - STAGE IV（2001年8月29日発売）
- Tales of Eternia THE ANIMATION COMPLETE BOX（2007年2月7日発売） - DVD4枚組（アニメーション全13話）+特典CD3枚+16ページカラーブックレット+DVD解説書+ポケットカード 封入

### CD
- Tales of Eternia THE ANIMATION オリジナルサウンドトラック「トスウク」（2001年3月7日発売）
- Tales of Eternia THE ANIMATION ドラマ&BGMアルバム「ラスト・サマー」（2001年7月18日発売）

### 書籍
- テイルズ オブ エターニア <vol.1> 南海の大決戦（2001年4月25日発売） ISBN 4-08-630030-3
- テイルズ オブ エターニア <vol.2> ネレイドの福音（2001年5月25日発売） ISBN 4-08-630032-X
- テイルズ オブ エターニアコンプリートガイド（2001年8月30日発売） ISBN 4-08-779129-7